# Alphonse Théraulaz
Pour les articles homonymes, voir Théraulaz.
Alphonse Théraulaz, né le 27 novembre 1840 à Versailles et mort le 1er février 1921 à Fribourg, est une personnalité politique suisse.
Il est membre du Conseil d'État du canton de Fribourg de 1874 à 1880 et de 1881 à 1911, à la tête de la Direction des travaux publics, puis de celle de l'intérieur et enfin de celle des finances. Il siège en parallèle au Conseil des États de juillet 1883 à  novembre 1884, puis au Conseil national jusqu'à fin 1914.

## Descendance
En premières noces, Alphonse Théraulaz est le bisaïeul de Pierre Hemmer, chef d'entreprise suisse actif dans le domaine d'Internet. Il est le trisaïeul de Bruno Marmier, conseiller communal à Villars-sur-Glâne, et conseiller d'agglomération de Fribourg.

## Source
- Georges Andrey, John Clerc, Jean-Pierre Dorand et Nicolas Gex, Le Conseil d’État fribourgeois : 1848-2011 : son histoire, son organisation, ses membres, Fribourg, Éditions La Sarine, 2012, 143 p. (ISBN 978-2-88355-153-4, lire en ligne), p. 48-49